# Franciscanas de Allegany
Las Hermanas Franciscanas de Allegany (oficialmente en inglés: Franciscan Sisters of Allegany) son una congregación religiosa católica femenina de derecho pontificio, fundada por el religioso capuchino italiano Panfilo da Magliano, en Allegany, Estados Unidos, el 16 de abril de 1859. A las religiosas de este instituto se les conoce como Franciscanas de Allegany y posponen a sus nombres las siglas O.S.F.

## Historia
Panfilo da Magliano, religioso italiano de la Orden de los Frailes Menores Capuchinos, junto con otros hermanos de su orden, llegaron a Allegany (Nueva York-Estados Unidos), invitados por el obispo de la diócesis de Búfalo, con el fin de fundar la primera casa de capuchinos en ese lugar, para atender a la educación de los jóvenes católicos de la región. Para el mismo apostolado, pero entre mujeres, Magliano decidió fundar una congregación religiosa femenina, dando inicio a las Hermanas Franciscanas de Allegany, el 16 de abril de 1859.
Las primeras religiosas, Gianna Todd ed Elena O'Fallon y Marianna O'Neill, se formaron con las Hermanas Franciscanas de Glen Riddle. Luego de emitir sus votos partieron a Allegany para fundar la primera casa de la congregación. Con el aumento de jóvenes candidatas, en 1865, fundaron las casas de Winsted (Connecticut) y de Nueva York. La primera comunidad fuera de los Estados Unidos fue fundada en Jamaica, en 1879.
El 26 de enero de 1905, el instituto recibió el decreto pontificio de alabanza, por medio del cual pasó a ser una congregación de derecho pontificio. La aprobación definitiva de la Santa Sede la recibió el 16 de julio de 1913.

## Organización
La Congregación de Hermanas Franciscanas de Allegany es un instituto religioso centralizado cuyo gobierno recae en la superiora general y su consejo, elegido en capítulo general por un periodo de seis años. En la actualidad el gobierno lo ejerce la religiosa estadounidense Margaret Mary Kimmins.
Las franciscanas de Allegany se dedican a la educación e instrucción cristiana de la juventud, por medio de la enseñanza en las escuelas. Además ejercen su apostolado entre los enfermos en hospitales o clínicas y en algunos campos de misión.
En 2015, el instituto contaba con unas 278 religiosas y unas 80 comunidades, presentes en Bolivia, Brasil, Estados Unidos y Jamaica.